# Les Smattes
Pour plus de détails, voir Fiche technique et Distribution.
Les Smattes est un film québécois réalisé par Jean-Claude Labrecque en 1972. 
C'est le premier long métrage de fiction de Jean-Claude Labrecque. Immédiatement remarqué, Les smattes fut sélectionné à la Quinzaine des réalisateurs du Festival de Cannes 1972. Malgré cette prestigieuse sélection, la carrière française du film fut anecdotique. 

## Synopsis
Deux jeunes hommes habitent à St-Paulin Dalibaire, un petit village de Gaspésie que le gouvernement a décidé de fermer. Il y a Réjean Cardinal, forte tête qui refuse de partir avec les autres et qui, en s'entraînant au tir sur de vieilles canettes, blesse accidentellement monsieur Beaupré, un fonctionnaire du plan d'aménagement.
Il s'enfuit, entraînant avec lui Ti-Pierre Drouin son ami, dont il aime la sœur Ginette. Ils trouvent refuge dans une maison isolée et vivent de petits larcins et de provisions fournies en cachette par Ginette. Un jour qu'ils ont rendez-vous avec elle, la police les repère et les prend en chasse. Les garçons s'enfuient, et c'est Ginette qui tombe sous les balles des poursuivants.
Hospitalisée d'urgence à Matane, Ginette décède. Tout le village va à l'enterrement ; le curé fait une oraison funèbre qui est aussi celle du village, et lance un appel à tous : "Faut pas lâcher".

## Fiche technique
- Genre : Drame social
- Visa : Général
- Budget : 235 000$
- Réalisateur : Jean-Claude Labrecque
- Scénario : Jean-Claude Labrecque, Lise Noiseux et Clément Perron
- Producteur délégué : Pierre Lamy
- Directrice de production : Louise Ranger
- Société de production : Les Productions Carle-Lamy ltée, Les Films Jean-Claude Labrecque, Cinak avec la participation de la SDICC, Faroun Films et des Productions Mutuelles
- Distribution : Les Films Mutuels
- Image : Guy Dufaux
- Musique : Jacques Perron
- Montage : Pierre Leroux
- Son : Claude Lefebvre
- Image : Marcel Pothier
- Voix au générique : Louise Forestier
- Maquillage : Michelle Dion
- Format : couleur
- Durée : 86 minutes
- Date de sortie : 20 avril 1972

## Distribution
- Donald Pilon : Pierre Drouin
- Daniel Pilon : Réjean Cardinal
- Louise Laparé : Ginette Drouin
- Marcel Martel
- Marcel Sabourin : le curé
- Pierre Dagenais
- Colette Courtois
- Paul Desmarteaux
- Denis André
- Gaétan Lafrance
- Bernard Assiniwi
- Jean Perraud
- Marc Mathieu
- Lucie Mathieu
- Jean Brisson
- Charles Fournier
- Marcel Fournier
- Réal Fournier

## Distinctions
Le film a été présenté à la Quinzaine des réalisateurs, en sélection parallèle du festival de Cannes 1972.